# Mizar (photographie)
 (août 2024).
Si vous disposez d'ouvrages ou d'articles de référence ou si vous connaissez des sites web de qualité traitant du thème abordé ici, merci de compléter l'article en donnant les références utiles à sa vérifiabilité et en les liant à la section « Notes et références ».
Pour les articles homonymes, voir Mizar.
Un Mizar est un petit projecteur Fresnel de quelques centaines de watts utilisé en photographie (principalement dans le portrait style Studio Harcourt, par exemple par Pierre-Anthony Allard) et en cinéma.
La société italienne Desisti en commercialise sous le nom de Magis et la société Strand sous le nom de Bambino.